# Vijver met beeldengroep van paleis Soestdijk
Beeldengroep met vijver is een beeldengroep in de tuin van Paleis Soestdijk aan de Amsterdamsestraatweg 1 in Baarn. De beeldengroep staat ten westen van de watertoren. De groep bestaat uit zes marmeren putti en een beeld van een vrouwenfiguur.
Het vrouwenbeeld is het Donauvrouwtje, een waternimf uit een Oostenrijkse sage die arme vissers van de Donau hielp. Het is een kopie van het beeld Donauweibchen van de Oostenrijkse beeldhouwer Hanns Gasser uit 1858 dat zich sinds 1865 in het Weens stadspark bevindt. Aan haar voet staat een boomstam met daarop het heraldische wapen van Wenen en een wapenschildje met daarop het monogram van Hanns Gasser. Het beeld in Wenen is in 1948 vanwege oorlogsschade vervangen door een kopie.
Het beeld in Soestdijk staat op een rotsachtig voetstuk in een vijver. Tussen de rotsblokken om de vijver staan waterspuwende kikkers.
Het beeld was oorspronkelijk omgeven door een trellis, een loofgang van rasterwerk.  Rondom de vijver staan nu taxushagen in de vorm van twee halve cirkels.
Bij de ingang en aan de binnenzijde van de cirkel staan de putti die attributen dragen als boeken, een hoorn, een schriftrol, een bloemenkrans, bloemen, de hoorn des overvloeds, een lauwerkrans en een cartouche met daarin een zon. De beeldengroep met vijver is een rijksmonument.

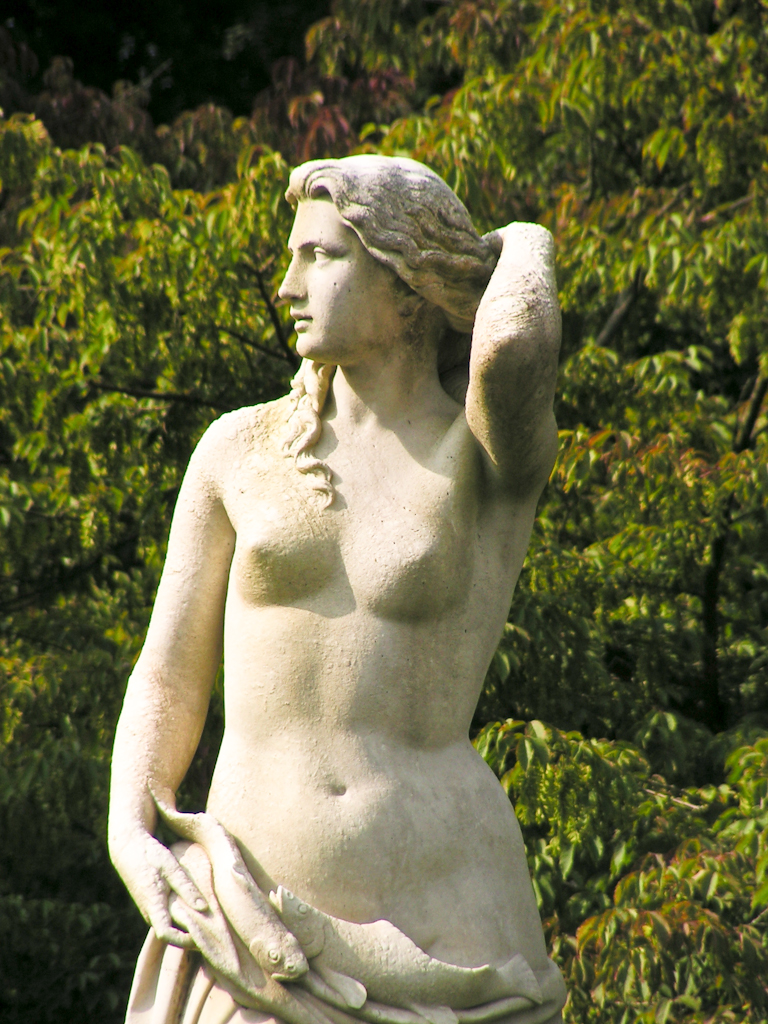
Het beeld van het Donaumeisje
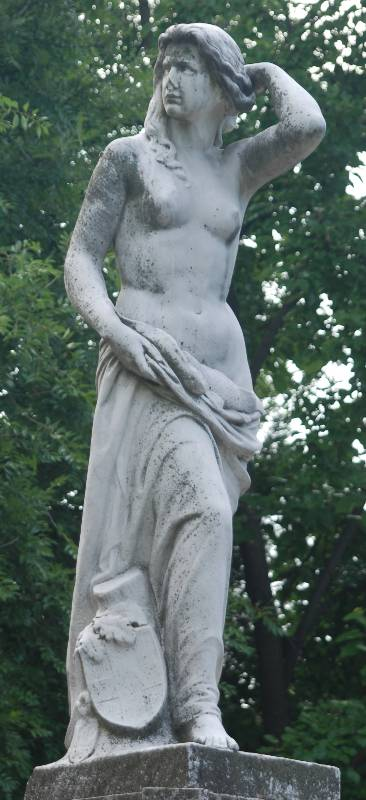
Het originele Donauweibchen in Wenen
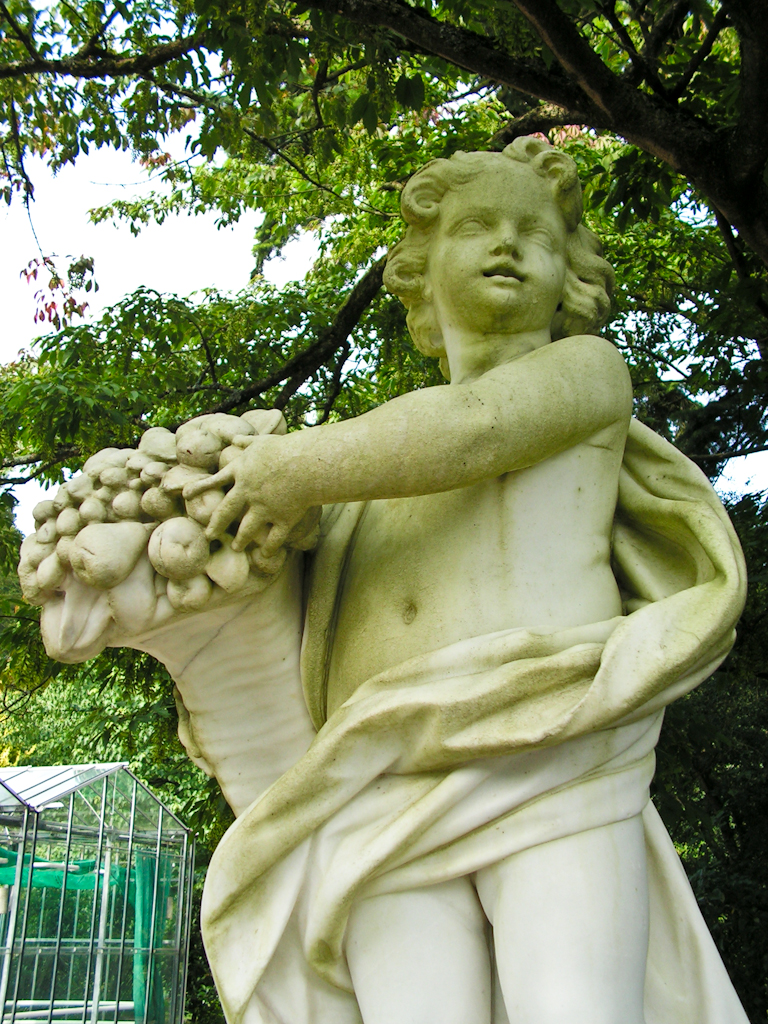
Putti met hoorn des overvloeds
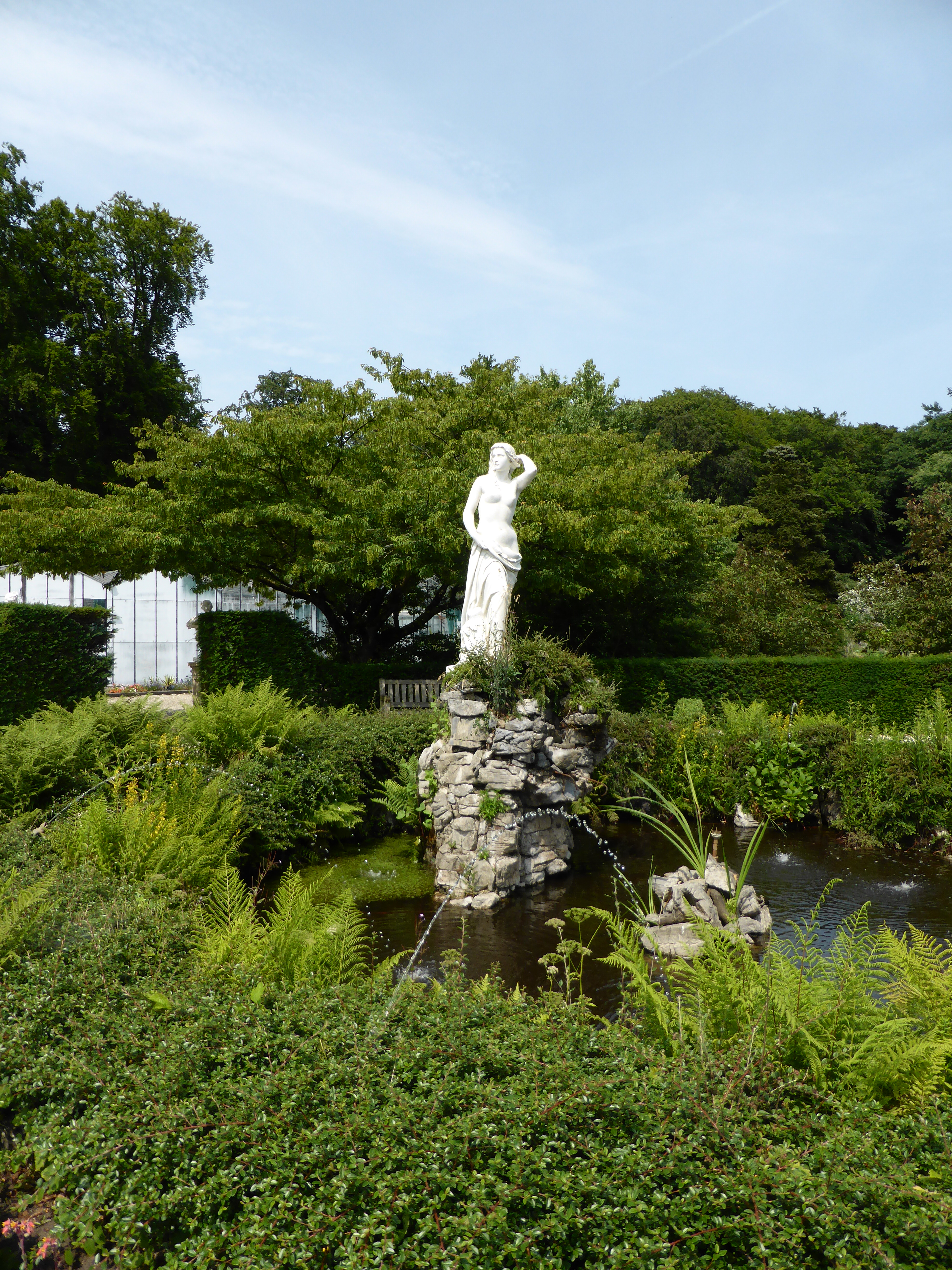
Vijver bij het vrouwenbeeld